# Mudal (Purworejo)
Mudal is een bestuurslaag in het regentschap Purworejo van de provincie Midden-Java, Indonesië. Mudal telt 1384 inwoners (volkstelling 2010).